# Euselasia eucerus
Euselasia eucerus är en fjärilsart som beskrevs av William Chapman Hewitson 1872. Euselasia eucerus ingår i släktet Euselasia och familjen Riodinidae. Inga underarter finns listade i Catalogue of Life.

## Bildgalleri

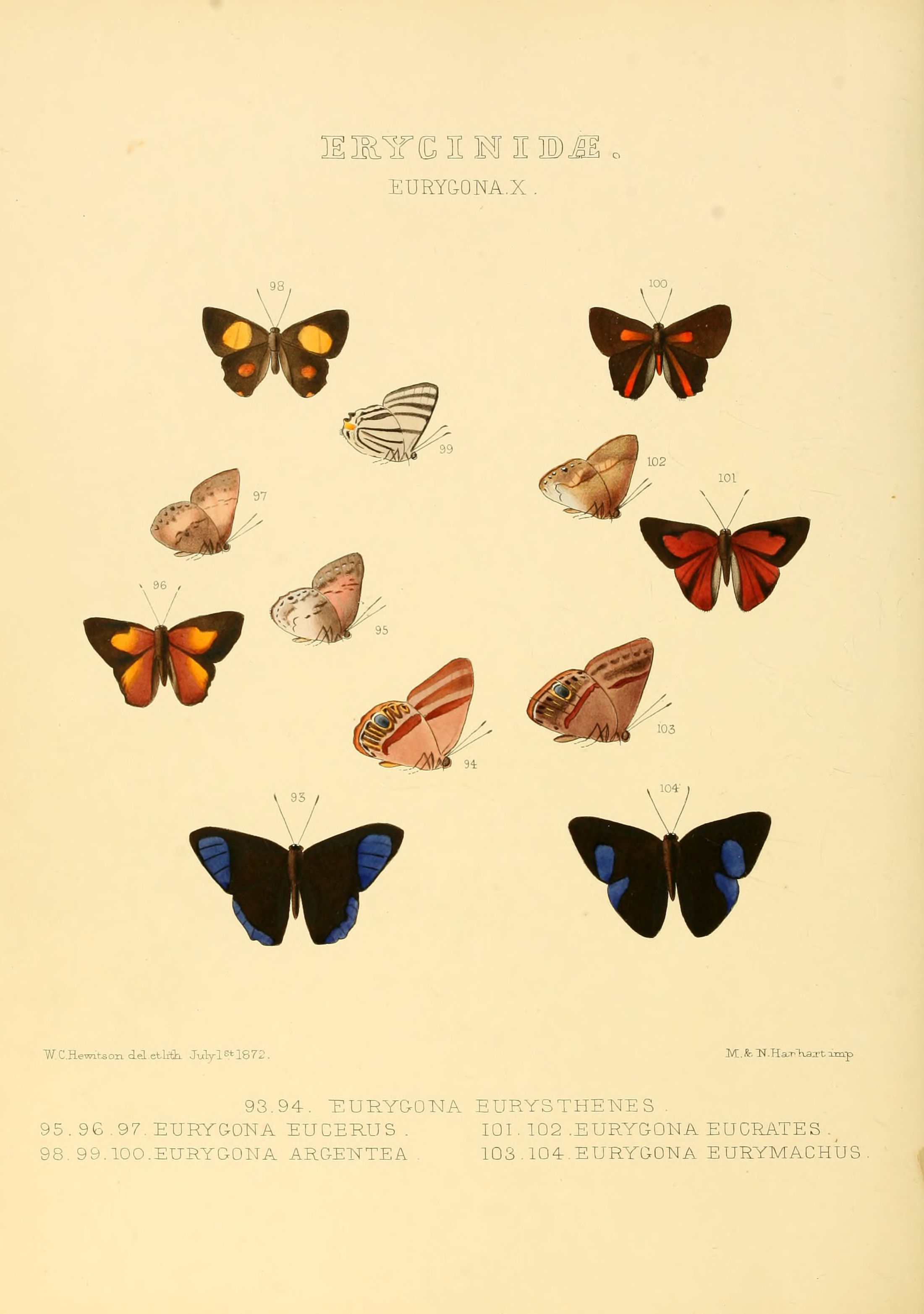